# Olden
Pour les articles homonymes, voir Olden (homonymie).
Albums de 16 Horsepower
Folklore
(2001) Live March 2001
(2008)
Olden est le sixième album du groupe de rock alternatif-folk alternative américaine 16 Horsepower, publié le 8 juillet 2003. Il s'agit du dernier album du groupe avant leur séparation définitive.

## Historique
Cet album a été composé par David Eugene Edwards et 16 Horsepower, faisant leur retour à une musique rock beaucoup plus rythmée après un album, Folklore, à la tonalité country. Il est à noter que pratiquement tous les titres ont été composés et enregistrés une dizaine d'années auparavant, entre 1993 et 1994, par Edwards, et en partie précédemment publiés sur les anciens albums. Olden a été mixé par Bob Ferbrache.

## Liste des titres de l'album
| No  | Titre                    | Durée |
| --- | ------------------------ | ----- |
| 1.  | American Wheeze          |       |
| 2.  | Coal Black Horses        |       |
| 3.  | Scrawled in Sap          |       |
| 4.  | Prison Shoe Romp         |       |
| 5.  | I See What I Saw         |       |
| 6.  | Neck on the New Blade    |       |
| 7.  | Interview - David Listen |       |
| 8.  | South Pennsylvania Waltz |       |
| 9.  | My Narrow Mind           |       |
| 10. | American Wheeze          |       |
| 11. | Shametown                |       |
| 12. | Train Serenade           |       |
| 13. | Strong Man               |       |
| 14. | Interview - Westword     |       |
| 15. | Slow Guilt Trot          |       |
| 16. | Low Estate               |       |
| 17. | Pure Clob Road           |       |
| 18. | Heel on the Shovel       |       |
| 19. | Sac of Religion          |       |
| 20. | Dead Run                 |       |

## Musiciens ayant participé à l'album
- David Eugene Edwards - chant, guitare
- Jean-Yves Tola - batterie, percussions, piano
- Pascal Humbert - basse, contrebasse, guitare
- Keven Soll - basse et chœurs